# 羊毛氈
羊毛氈，是一種利用特殊戳針的手工藝創作。可以運用羊毛的特性任意戳出想要的形狀，如動物、人物、食物等，主要分為針氈和濕氈。當中以針氈較為普及，也被稱為針刺氈(Needle Felting)。

## 關於針氈
主要是利用專用帶有倒刺的刺針戳刺羊毛，經過不斷的戳刺讓羊毛互相產生摩擦，使內部纖維更好地糾結在一起，從而達到氈化的過程，讓羊毛形塑成心中想要的形狀。基本工具包括一枝粗針、一枝幼針和一塊氈。多用於製作動物、食物等小物。

## 關於濕氈
以水、肥皂或清潔劑等能搓揉起泡的用品浸濕毛團，再以搓揉壓縮的方式使羊毛纖維相互交織的緊密接觸變硬、去水，經過幾次後作成想要的形狀，跟毛衣收縮是相同的原理。多用於製作杯墊、包包、帽子等產品。

## 羊毛氈化
羊毛氈化(felting)。羊毛纖維表面蓋著一層似魚鱗般的羊毛鱗片，在順著纖維長度方向，即從纖維根部到頂端的摩擦係數小，從頂端到根部的摩擦係數大。這種性質被稱為方向性摩擦效應。羊毛鱗片由3層表皮層所構成，最內層的內表皮與中層的外表皮具親水性，一吸水就膨潤，但是，因最外層的外表皮為疏水性、不膨潤。所以，羊毛鱗片如雙金屬片那樣向外張開，增強了方向性摩擦效應的效果。在洗滌時，觸及溫度，會加強這種現象。毛編織物在這種狀態下如受揉搓，羊毛纖維就向毛根方向移動，纏繞堵塞網眼，這種現象稱為氈化。